# Musbah bint Nasser
Musbah bint Nasser (La Meca; 1884-Irbid; 15 de marzo de 1961) fue la primera reina consorte de Jordania entre 1946 y 1951,  como esposa del rey Abdalá I. Antes de convertirse en reina, fue emira consorte de Transjordania desde 1921 hasta 1946, y a partir de entonces, reina consorte de Transjordania hasta 1949. Tras la muerte de su marido, pasó a ser reina madre del rey Talal I, siéndolo de 1951 a 1961. Era la primera de tres esposas del rey Abdalá I.

## Biografía
Nació en 1884 en La Meca, Imperio Otomano. Era la hija gemela mayor del Emir Nasser bin Ali Pasha y de su esposa, Dilber Khanum, siendo la menor Huzaima bint Nasser, que llegó a ser Reina consorte de Siria e Irak.
En 1904, Musbah se casó con el Sayyid Abdullah bin al-Husayn, más tarde rey Abdullah I de Jordania, en el Palacio Stinia, İstinye, Estambul, Imperio Otomano. Ella le dio un hijo y dos hijas:
- Princesa Haya (1907 – 1990). Casada con Abdul-Karim Ja'afar Zeid Dhaoui.
- Rey Talal I (26 de febrero de 1909 - 7 de julio de 1972).
- Princesa Munira (1915 – 1987). Permaneció soltera y sin descendencia.

Abdullah pasó a tomar dos esposas más. Se casó con la Suzdil Khanum en 1913 (hija de 'Ali), y con Nahda bint Uman en 1949 (una dama sudanesa), convirtiendo a Musbah en su esposa senior. El 25 de mayo de 1946, Abdullah fue proclamado rey de Jordania y Musbah, como su primera esposa, se convirtió en reina de Jordania.
La reina Musbah murió el 15 de marzo de 1961 en Irbid, Jordania.
| Predecesor: Título de nueva creación | Reina consorte de Jordania 25 de mayo de 1946 - 20 de julio de 1951 | Sucesor: Zein Al-Sharaf Talal |